# Rhegmoclema truncatum
Rhegmoclema truncatum är en tvåvingeart som beskrevs av Cook 1955. Rhegmoclema truncatum ingår i släktet Rhegmoclema och familjen dyngmyggor. Inga underarter finns listade i Catalogue of Life.